# قبهتن (حديبو)

تعديل مصدري - تعديل

قبهتن هي إحدى قرى مديرية حديبو التابعة لمحافظة سقطرى، بلغ تعداد سكانها 117 نسمة حسب تعداد اليمن لعام 2004.